# San Miguel de las Mesas, Sinaloa
San Miguel de las Mesas är en ort i Mexiko.   Den ligger i kommunen Cosalá och delstaten Sinaloa, i den centrala delen av landet, 1 000 km nordväst om huvudstaden Mexico City. San Miguel de las Mesas ligger 91 meter över havet och antalet invånare är 386.
Terrängen runt San Miguel de las Mesas är kuperad österut, men västerut är den platt. Runt San Miguel de las Mesas är det mycket glesbefolkat, med 6 invånare per kvadratkilometer. Närmaste större samhälle är Oso Viejo, 14,8 km väster om San Miguel de las Mesas. I omgivningarna runt San Miguel de las Mesas växer i huvudsak lövfällande lövskog.